# Hovgårdsberg
Hovgårdsberg är en by i Vendels socken i södra delen av Tierps kommun, norra Uppland. Från 2015 till 2023 avgränsade SCB här en småort som även omfattade bebyggelsen runt Vendels kyrka.
Hovgårdsberg ligger cirka 10 km söder om Örbyhus och består till övervägande del av villabebyggelse.
Byn var enligt gammalt ett centrum i Vendelbygden med Hovgårdsbergs skola, som nu bytt namn till Vendels skola. Här ligger även Vendels hembygdsförenings museum: Mariebergs skola, som var skola innan Hovgårdsbergs skola byggdes.
Hovgårdsberg ligger väster om Vendelsjön och väster om länsväg C 714. Länsväg C 713 går genom Hovgårdsberg mot Månkarbo.
Hovgårdsberg omtalas första gången 1536, och tillhörde då Örbyhus slott. 1541 anges att Gustav Vasa hade köpt 1 öresland av en bonde i Karby, och lagt till sin gård i Hovgårdsberg.